# Carolyn Leonhart
Carolyn Leonhart (New York, 10 juli 1971) is een Amerikaanse jazzzangeres, dochter van de jazzbassist Jay Leonhart en zus van de trompettist Michael Leonhart. Ze heeft opgetreden als achtergrondzangeres voor Steely Dan tijdens diverse tournees en opnamen.

## Biografie

### Jeugd en opleiding
Carolyn Leonhart is de dochter van bassist en componist Jay Leonhart en zangeres Donna Leonhart. Ze werd op zeer jonge leeftijd blootgesteld aan muziek en bezocht de optredens van haar vader, waar ze hem beroemde zangers zoals Sarah Vaughan, Mel Tormé en Peggy Lee zag begeleidden. Leonhart zong als jong kind in tv-commercials. Ze ging naar de High School of Music & Art in New York en zong vier jaar lang in het gospelkoor van de school. Op school trad ze op in het tv-programma It's Showtime At The Apollo. Thuis zou ze uren doorbrengen met zingen, terwijl haar vader en broer jazzstandards speelden. Tijdens haar laatste jaar won ze de Lena Horne High School Jazz-vocalistencompetitie.
Leonhart ging naar de Universiteit van Rochester (New York) en behaalde een graad in relatieve religie. Op de universiteit bleef ze diep betrokken bij muziek en zong ze met bands aan de Eastman School of Music in Rochester. Ze nam twee solo's op bij het Toshiba EMI-label en ze werd in haar laatste jaar door het tijdschrift DownBeat uitgeroepen tot «Best College Jazz Vocalist».

### Carrière
Leonhart keerde terug naar New York en begon in 1994 te zingen in jazzclubs. Dat jaar nam ze de derde plaats in op de Thelonious Monk International Vocal Jazz Competition. Een criticus zei dat haar keuze voor de nummers Nobody Else but Me en Day Dream gewaagd was, maar ze had meer controle en een meer gerichte aanvoer nodig. In de daaropvolgende jaren trad Leonhart op met verschillende muzikanten, waaronder The Real Live Show, een hiphopgroep en Wax Poetic. Het Wax Poetic-project combineert elektronica, triphop, funk en jazz. In 1998 nam ze een album op met het Swiss Percussion Ensemble, een groep van vier klassieke slagwerkers wier instrumenten hoofdzakelijk van glas waren. In 2000 bracht Leonhart het album Steal The Moon uit, een samenwerkingsproject met pianist en componist Rob Bargad. Sindsdien trad ze regelmatig op met haar eigen groep in de Smoke Jazz Club in New York, in Steamers en The Vic in Californië en in andere clubs aan de oostkust.
Leonhart en andere leden van het Swiss Percussion Ensemble formeerden Lyn Leon, een pop/lounge-groep die verschillende succesvolle tournees door Europa maakte en die in 2004 het album Glass Lounge in Duitsland uitbracht. Lyn Leon toerde met de jazzzanger Al Jarreau in de herfst van 2004. Leonhart zei: Improviseren met Al Jarreau was een van de meest ongelooflijke ervaringen van mijn leven. Het stelde me open voor een ander niveau van creatief bewustzijn en expressie. Tussen 2000 en 2007 was Leonhart leadbackupzangeres bij Steely Dan, die zong op drie wereldreizen en twee albums. Ze trad opnieuw op met Steely Dan in 2009 en 2011. Zij en de andere vrouwelijke achtergrondzangeressen van de groep, Cindy Mizelle en La Tanya Hall, staan meestal in de schijnwerpers op het nummer Dirty Work.

### Andere activiteiten
Leonhart ontmoette Wayne Escoffery, een in Londen geboren saxofonist, in een New Yorkse jazzclub in 2002. De twee begonnen af te spreken toen ze tijd hadden tussen hun drukke tourneeschema. Ze trouwden op 17 januari 2004 in Manhattan (New York). Leonhart studeerde hedendaagse commerciële muziek aan het Vocal Pedagogy Institute aan de Shenandoah University. De laatste jaren is ze universitair docent geworden aan het Berklee College of Music in Boston. Haar doel als leraar is om zangstudenten te helpen, bewust te worden van hun instrument, hun stem, fouten te vermijden en een betere, vrijere vocale functie te leren.

## Stijl
Leonhart heeft gezegd dat ze zichzelf niet als een jazzzangeres beschouwt, maar alleen als zangeres en ze trad op met ensembles die een breed scala aan muziekstijlen bestrijken. Ze werd diep beïnvloed door haar vader en door Donald Fagen en Walter Becker van Steely Dan. Ze zegt dat andere invloeden Wayne Shorter, Woody Shaw, Ahmad Jamal, Herbie Hancock, Miles Davis en John Coltrane zijn. Ze wordt beschreven als hebbende een intieme en soulvolle stem en breed toonpallet, een zangeres die intuïtief werkt, met een stem die zowel kracht als kwetsbaarheid projecteert.

## Discografie
- 1998: Swiss Percussion Group - Glass Songs
- 2000: Steely Dan - Two Against Nature
- 2000: Carolyn Leonhart - Steal the Moon
- 2001: Lyn Leon - Glass Lounge
- 2002: Carolyn Leonhart - Autumn in New York (King [Japan] Records)
- 2003: Steely Dan - Everything Must Go
- 2005: Carolyn Leonhart - New 8th Day
- 2006: Donald Fagen - Morph The Cat
- 2007: Carolyn Leonhart & Wayne Escoffery - If Dreams Come True (Nagel-Heyer)
- 2008: Walter Becker - Circus Money
- 2010: Carolyn Leonhart & Wayne Escoffery - Tides of Yesterday (Savant)
- 2012: Donald Fagen - Sunken Condos
- 2014: The Dukes of September -  Live

- Gemeinsame Normdatei: 135385776
- International Standard Name Identifier: 0000 0000 4121 5105
- Library of Congress Control Number: n2006022631
- MusicBrainz: ab5d78e4-fe32-4e72-a740-2fb494354af3
- Nationale Bibliotheek van Tsjechië: osa2012690807
- Nationale Bibliotheek van Israël: 987010984249705171
- Virtual International Authority File: 46185126